# Ачерби, Анджело
Анджело Ачерби (итал. Angelo Acerbi; род. 23 сентября 1925, Сеста-Годано, королевство Италия) — итальянский кардинал и ватиканский дипломат. Титулярный архиепископ Зеллы с 22 июня 1974 по 7 декабря 2024. Апостольский про-нунций в Новой Зеландии с 22 июня 1974 по 14 августа 1979. Апостольский нунций в Колумбии с 14 августа 1979 по 28 марта 1990. Апостольский нунций в Венгрии с 28 марта 1990 по 8 февраля 1997. Апостольский нунций в Молдавии с 13 января 1994 по 8 февраля 1997. Апостольский нунций в Нидерландах с 8 февраля 1997 по 27 февраля 2001. Кардинал-дьякон с титулярной диаконией Санти-Анджели-Кустоди-а-Читта-Джардино с 7 декабря 2024.

## Ранние годы, образование и священство
Анджело Ачерби родился в Сеста-Годано 23 сентября 1925 года. 27 марта 1948 года он был рукоположен в священники для епархии Ла-Специя.
После получения степени по каноническому праву он получил лиценциат по теологии. Завершив курс обучения в Папской Церковной академии в 1954 году, он поступил на дипломатическую службу Святого Престола.

## Дипломатическая карьера

### Начало дипломатической службы
Он работал в апостольских нунциатурах в Колумбии, Бразилии, Японии и Франции, а также в отделе международных отношений Государственного секретариата Святого Престола. В марте 1974 года он был отправлен с миссией в Испанию, чтобы ослабить церковно-государственную напряженность из-за проповеди, распространенной епископом Бильбао Антонио Аньоверосом Атауном, в которой он призывал к большей свободе для испанских басков.

### Апостольский нунций
22 июня 1974 года Папа Павел VI назначил его титулярным архиепископом Зеллы Тунисской, апостольским про-нунцием в Новой Зеландии и апостольским делегатом на Тихом океане. Он получил свою епископскую ординацию 30 июня от Папы Павла VI; со-консекраторами были архиепископы Джованни Бенелли, заместитель государственного секретаря Святого Престола по общим вопросам, и Дурайсами Симон Лурдусами, секретарь Конгрегации евангелизации народов. 6 февраля 1979 года Ачерби был также назначен апостольским про-нунцием на Фиджи.
14 августа 1979 года Папа Иоанн Павел II назначил его апостольским нунцием в Колумбии. 27 февраля 1980 года Ачерби был взят в заложники вместе с более чем дюжиной других дипломатов и более чем сорока другими людьми, когда коммунистические партизаны, принадлежащие к Движению 19 апреля, напали на посольство Доминиканской Республики в Боготе. Он был одним из последних, освобожденных в Гаване 28 апреля. Ачерби было разрешено ежедневно служить Мессу в плену.
28 марта 1990 года он был переведён в Венгрию, став первым апостольским нунцием, назначенным после установления коммунистического режима в стране. Во время дипломатической миссии Ачерби в Венгрии Святой Престол заключил соглашение с Венгерской Республикой о религиозной помощи Вооружённым силам и пограничной полиции и подготовил другое, касающееся финансирования общественной и другой чисто религиозной деятельности, осуществляемой Католической Церковью в Венгрии, в частности, финансирования образовательной деятельности, которое было подписано вскоре после окончания срока полномочий Ачерби в Венгрии.
13 января 1994 года он был также назначен апостольским нунцием в Молдове.
8 февраля 1997 года он был переведён в апостольскую нунциатуру в Нидерландах.
27 февраля 2001 года Папа Иоанн Павел II назначил Франсуа Баке его преемником на этой должности, тем самым Ачерби завершил свою карьеру в качестве работающего апостольского нунция.

## Последние годы
2 июня 2001 года Папа Иоанн Павел II назначил Ачерби на две куриальные должности, членом Конгрегации евангелизации народов и членом совета кардиналов и епископов для Секции по отношениям с государствами Государственного секретариата Святого Престола. 4 апреля 2002 года Папа добавил членство в Конгрегации по делам епископов.
21 июня 2001 года Ачерби был назначен прелатом Суверенного Иерусалимского Военно-монашеского Ордена Госпитальеров имени Святых Иоанна, Родоса и Мальты, которому было поручено контролировать священническую жизнь его капелланов и помогать лидерам ордена в содействии соблюдению религиозных обрядов его членами. 21 января 2006 года Ачерби осудил комментарии, опубликованные в итальянском еженедельнике Panorama месяцем ранее, в котором говорилось, что Ачерби возглавляет фракцию молодых приверженцев ордена, недовольных его неспособностью подчеркнуть свою христианскую идентичность. 4 июля 2015 года Папа Франциск назначил нового прелата, монсеньора Жана Лаффита.
Планировалось, что Ачерби возглавит духовную медитацию во время трёхгодичного собрания дипломатов Святого Престола в сентябре 2022 года.
6 октября 2024 года Папа Франциск объявил, что планирует возвести Ачерби в кардиналы 8 декабря, дата была позднее была перенесена на 7 декабря, став в возрасте 99 лет и 75 дней старейшим в коллегии на момент своего назначения, превзойдя Лориса Франческо Каповиллу, бывшего личного секретаря Папы Иоанна XXIII, назначенного кардиналом в 2014 году в возрасте 98 лет и 3 месяцев.
7 декабря 2024 года Папа Франциск возвёл его в кардиналы, назначив его членом ордена кардиналов-дьяконов с титулярной диаконией Санти-Анджели-Кустоди-а-Читта-Джардино. С его возвышением он превзошёл Эстанислао Эстебана Карлича, став старейшим из ныне живущих кардиналов.